# Batinanje
Batinanje je oblik telesnog kažnjavanja koji podrazumeva čin udaranja, bilo dlanom ili nekim oruđem, po zadnjici osobe da bi se naneo fizički bol. Izraz batinanje u širokom smislu obuhvata upotrebu bilo ruke ili oruđa, upotreba oruđa se takođe može odnositi na primenu specifičnijih vrsta telesnog kažnjavanja kao što su udaranje štapom, lopaticom i papučenje.
Neki roditelji udaraju decu kao odgovor na neželjeno ponašanje. Odrasli češće udaraju dečake nego devojčice kod kuće i u školi. Neke zemlje su zabranile batinanje dece u svakom okruženju, uključujući domove, škole i kaznene ustanove, dok druge dozvoljavaju kada to radi roditelj ili staratelj.

## U kući
Roditelji obično udaraju svoju decu kao oblik telesnog kažnjavanja u Sjedinjenim Državama; međutim, podrška ovoj praksi opada među roditeljima. Batinanje se obično vrši jednim ili sa više udara po zadnjici deteta golom rukom, mada se, ne retko, koriste različiti predmeti za udaranje dece, kao što su četka za kosu ili drvena kašika. Istorijski gledano, odrasli su više tukli dečake nego devojčice. U Sjedinjenim Državama odrasli najčešće udaraju malu decu. Glavni razlozi zbog kojih roditelji tuku svoju decu su da bi deca bila saglasnija i da bi promovisalo bolje ponašanje, posebno da bi zaustavilo očigledno agresivno ponašanje dece.
Međutim, istraživanja su pokazala da je batinanje (ili bilo koji drugi oblik telesnog kažnjavanja) povezano sa suprotnim efektom. Kada odrasli fizički kažnjavaju decu, deca s vremenom sve manje slušaju roditelje i razvijaju agresivnija ponašanja, uključujući i ophođenja prema drugoj deci. Smatra se da ovo povećanje agresivnog ponašanja odražava detetovu percepciju da je udaranje način da se nosi sa besom i frustracijom. Takođe postoje mnogi negativni fizički, mentalni i emocionalni efekti u korelaciji sa batinanjem i drugim oblicima telesnog kažnjavanja, uključujući razne fizičke povrede, povećanu anksioznost, depresiju i antisocijalno ponašanje. Odrasli koji su bili batinani u detinjstvu imaju veću verovatnoću da zlostavljaju svoju decu i supružnika.
Američka akademija za pedijatriju (AAP), Kraljevski koledž za pedijatriju i zdravlje dece (RCPCH) i Kraljevski australijski koledž lekara (RACP) preporučuju da nijedno dete ne treba da bude batinano i umesto toga favorizuju upotrebu efikasnih, zdravih oblika discipline. Pored toga, AAP preporučuje da pružaoci usluga primarne zdravstvene zaštite (npr. pedijatri i lekari porodične medicine) počnu da razgovaraju o metodama roditeljske discipline najkasnije u dobi od devet meseci i da razmotre pokretanje takvih diskusija do uzrasta od 3-4 meseca. Do osmog meseca starosti, 5% roditelja prijavilo je batinanje, a 5% navodi da je počelo da udara u dobi od tri meseca. AAP takođe preporučuje da pedijatri razgovaraju o efikasnim strategijama disciplinovanja i savetuju roditelje o neefikasnosti batina i rizicima štetnih efekata povezanih sa tom praksom kako bi se minimizirala šteta za decu i usmeravali roditelje.
Iako roditelji i drugi zagovornici batina često tvrde da je batinanje neophodno za promovisanje discipline dece, studije su pokazale da roditelji imaju tendenciju da nedosledno primenjuju fizičko kažnjavanje i da češće udaraju kada su ljuti ili pod stresom. Upotreba telesnog kažnjavanja od strane roditelja povećava verovatnoću da će deca trpeti fizičko zlostavljanje, a većina dokumentovanih slučajeva fizičkog zlostavljanja u Kanadi i Sjedinjenim Državama počinje kao disciplinsko batinanje. Ako se dete često udara, ovaj oblik telesnog kažnjavanja postaje manje efikasan u modifikaciji ponašanja tokom vremena (poznat i kao izumiranje). Kao odgovor na smanjenu efikasnost batinanja, neki roditelji povećavaju učestalost ili težinu udaranja ili koriste neki predmet.

## U školi
Telesno kažnjavanje, koje se obično izvodi oruđem (kao što je veslo ili štap), a ne otvorenom rukom, nekada je bio uobičajen oblik školske discipline u mnogim zemljama, ali je sada zabranjeno u većini zapadnog sveta.
Telesno kažnjavanje, poput udaranja štapom, ostaje uobičajen oblik discipline u školama u nekoliko azijskih i afričkih zemalja, čak i u zemljama u kojima se ova praksa smatra nelegalnom, kao što su Indija i Južna Afrika. U ovim kulturama se pominje kao „paličenje”, a ne „batinanje”. Vrhovni sud Sjedinjenih Država je 1977. godine smatrao da batinanje učenika nije samo po sebi nezakonito. Međutim, 31 država je sada zabranila batinanje u javnim školama. Ono je još uvek uobičajeno u nekim školama na jugu, i više od 167.000 učenika je dobilo batine u školskoj 2011–2012 godini u američkim državnim školama. Učenici mogu biti fizički kažnjeni od vrtića do kraja srednje škole, što znači da čak i odrasli koji su postali punoljetni ponekad bivaju udareni od strane školskih službenika.
Brojna medicinska, pedijatrijska ili psihološka društva izdala su izjave u kojima se protive svim oblicima telesnog kažnjavanja u školama, navodeći takve ishode kao uzrok lošijih akademskih postignuća, povećanju antisocijalnog ponašanja, povredama učenika i neugodnom okruženju za učenje. Oni uključuju Američko medicinsko udruženje, Američku akademiju za dečiju i adolescentnu psihijatriju, Američko psihoanalitičko udruženje, Američku akademiju za pedijatriju (AAP), Društvo za adolescentnu medicinu, Američko psihološko udruženje, Kraljevski koledž za pedijatriju i zdravlje dece, Kraljevski koledž psihijatara, Kanadsko pedijatrijsko društvo i Australijsko psihološko društvo, kao i Nacionalno udruženje školskih psihologa Sjedinjenih Država i Nacionalno udruženje direktora srednjih škola.

## Spoljašnje veze
- American Academy of Pediatrics What's The Best Way to Discipline My Child?
- The California Evidence-Based Clearinghouse for Child Welfare
- Healthy Steps
- Help me Grow
- Triple P- Positive Parenting Program
- Corporal punishment на веб-сајту  (језик: енглески)
- Hollywood Encouraged The Spanking and Abuse of Women Onscreen на веб-сајту